# Hieromantis phaedora
Hieromantis phaedora is een vlinder uit de familie Stathmopodidae. De wetenschappelijke naam van de soort is voor het eerst geldig gepubliceerd in 1929 door Meyrick.